# Бордун Роман Ігорович
Роман Ігорович Бордун (2 квітня 1987 , Дрогобич, Львівська область ) — український фотодокументаліст, режисер, продюсер і художник.
Член творчого об'єднання «Українська Фотографічна Альтернатива» (UPHA).
Фотографії демонструвались в Україні, Австрії, Південній Кореї, Литві, Польщі, США.

## Життєпис
Народився в Дрогобичі Львівської області.
У 2004 році закінчив Дрогобицьку гімназію.
У 2009 році отримав диплом магістра Львівського політехнічного університету за спеціальністю інженер-конструктор будівель та споруд.
Працював конструктором в інституті гірничо-хімічної промисловості ВАТ «Гірхімпром» та ВАТ «Центростальконструкція», технічним викладачем САПР на ПКВ металургійних та гірничо-збагачувальних комбінатах України.
У 2019 році дебютував з повнометражним документальним фільмом «Божественні» на Docudays UA та DOK Leipzig.
У 2020 році інтернет-видання Bird in Flight назвало «Lookdown» кращою світлиною року.
У 2022 році відбулась перша персональна виставка «Давайте залишимо це на кращі часи» у Львівському муніципальному мистецькому центрі.
У 2023 році публікація та обкладинка лютневого випуску Financial Times Weekend Magazine.
Живе та працює у Львові.

## Фільмографія
- 2019 — «Божественні» (60 хв, документальний)
- 2019 — «Я, Робот» (5 хв, документальний)[9]
- 2020 — «Сила і Правда» (6 хв, ігровий)[10]
- 2021 — «Споглядання режимного часу», англ. Blue Hour Observatory (43 хв, відеоарт) — колективна робота[11]